# 東鹽尻信號場
東鹽尻信號場（日语：／ Higashi-Shiojiri eki */?）是曾由日本国有铁道經營（現由東日本旅客鐵道經營）的鐵路路線中央本線（辰野支線）沿線一个已廢站的车站，位於日本長野縣鹽尻市上西條。

## 車站構造
本信號場為折返式路線信號場，擁有2條到發線，可以進行臨時乘降。

## 歷史
- 1939年（昭和14年）7月1日：開始使用，由鐵道省負責管理[1]。
- 1948年（昭和23年）1月28日：專用線引入本站，貨運業務開始辦理。
- 1949年（昭和24年）
  - 6月1日：移交至日本國有鐵道負責管理。
  - 10月1日：開始辦理客運業務[1]。
- 1953年（昭和28年）9月1日：貨運業務停止辦理。
- 1983年（昭和58年）
  - 7月5日：新線通車，客運業務停止辦理[1]。
  - 10月12日：車站停用[1]。

## 相鄰車站
日本國有鐵道
■中央本線（辰野支線）
小野－東鹽尻信號場－鹽尻